# Anisodes itinerans
Anisodes itinerans là một loài bướm đêm trong họ Geometridae.